# Paradoxurile lui Zenon
Paradoxurile lui Zenon sunt mai multe probleme despre care se consideră că au fost enunțate de Zenon din Elea pentru a aduce susținere doctrinei lui Parmenide cum că „toate sunt una”, că în ciuda a ceea ce arată simțurile omului, credința în pluralitate și în schimbare este greșită, și că mișcarea este doar o iluzie.
Aceste paradoxuri sunt unele din primele exemple de folosire a metodei de demonstrație prin reducere la absurd.

## Ahile și broasca țestoasă
Ahile se întrece cu o broască țestoasă, dar îi lasă acesteia 10 metri avans. Ahile este de zece ori mai rapid.
Când Ahile a făcut cei zece metri, broasca a făcut doar unul.
Când Ahile a făcut acel metru, broasca a făcut zece centimetri.
Când Ahile a făcut cei zece centimetri, broasca a făcut un centimetru.
Când Ahile a făcut acel centimetru, broasca a făcut 0,1 centimetri.
Broasca câștigă cursa, fiind absolut tot timpul înainte, chiar dacă cu puțin.
Paradoxul este că într-o cursă, alergătorul mai rapid nu-l poate depăși niciodată pe cel mai lent, aflat în fața sa, deoarece el trebuie să ajungă întâi într-un loc în care cel din față fusese deja, astfel că cel lent va fi mereu în față.

### Abordarea matematică
Din punct de vedere matematic problema poate fi abordată în mai multe moduri.
O posibilă explicație ar fi să se considere două puncte A și B. Distanța dintre cele două puncte este x. Pentru ca din punctul A să se poată ajunge în punctul B este necesar să se parcurgă mai întâi jumătate din distanța inițială, adică x/2. Pentru ca punctul A să ajungă din punctul curent în punctul B este necesar să mai parcurgă jumătate din distanța rămasă, deci o pătrime din distanța totală, sau x/4. Și așa mai departe pentru următoarele distanțe (1/8, 1/16...). Pentru a obține distanța totală D pe care A o parcurge se însumează toate distanțele și se obține următoarea serie geometrică:
{\displaystyle D={\frac {x}{2}}+{\frac {x}{4}}+{\frac {x}{8}}+{\frac {x}{16}}+...={\frac {\frac {x}{2}}{1-{\frac {1}{2}}}}=x}
În concluzie, distanța D pe care A o parcurge este într-adevăr egală cu distanța x dintre A și B, ceea ce înseamnă că A ajunge în punctul B.

## Vezi și
- Listă de paradoxuri
- „The Indefatigable Frog” de Philip K. Dick